# Tiefenaubrücke

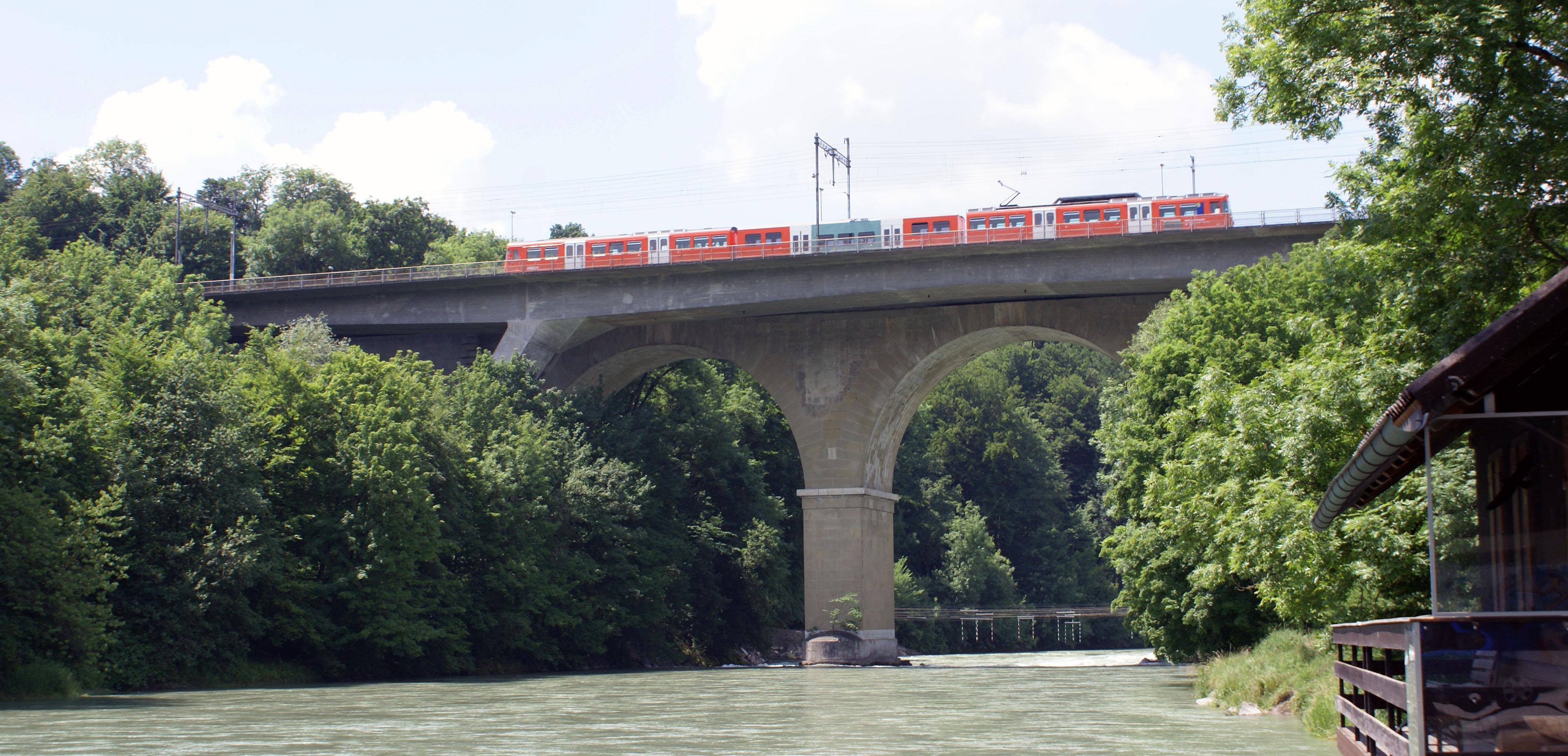
Die beiden Tiefenaubrücken, im Vordergrund die Eisenbahnbrücke von 1965, im Hintergrund die Strassenbrücke von 1851

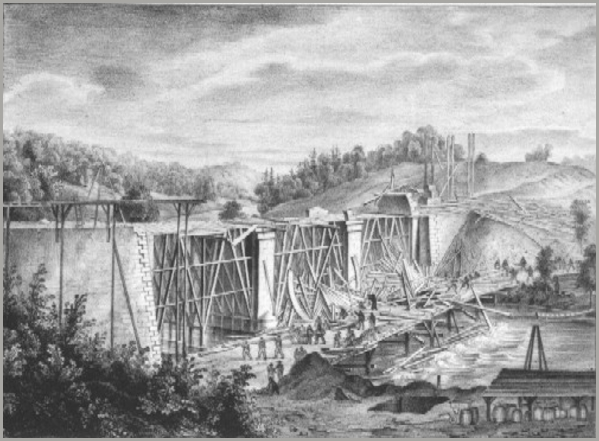
Einsturz des Baugerüstes der Strassenbrücke am 11. Juni 1847

Als Tiefenaubrücke werden zwei unmittelbar nebeneinander stehende Brücken – eine Strassen- und eine Eisenbahnbrücke – über die Aare flussabwärts von Bern bezeichnet.

## Strassenbrücke
Die Strassenbrücke ist Teil des Staatsstrassennetzes des Kantons Bern und verbindet Tiefenau in der Gemeinde Bern mit Worblaufen in der Gemeinde Ittigen. Sie ist sowohl ein Teil der Hauptstrasse 1, die Bern mit Zürich verbindet, als auch der Hauptstrasse 12, die Bern mit Basel via Solothurn verbindet.
Die Brücke wurde zwischen 1846 und 1851 im Auftrag der Stadt Bern erbaut. Die Pläne stammen von dem polnischen Exilanten und Kantonshauptingenieur Jan Pawel Lelewel aus dem Jahr 1843. Die weitere Ausführung erfolgte nach dem Beschluss im Jahre 1844, die Brücke zu errichten, und Lelewels Tod 1847 durch den Architekten Johann Rudolf Gatschet, Carlo Colombara war der Bauunternehmer. Die konventionelle Bogenbrücke besteht aus drei Bögen, welche jeder eine Weite von 28 m hat. Sie ist als Hochbrücke ausgeführt, d. h., sie überspannt das gesamte Tal der Aare. Der Grundstein wurde am 28. März 1846 gelegt. Am 11. Juni 1847 stürzte das Baugerüst ein, wobei 26 Menschen starben. Nach Aufhebung des Brückenzolls wurde die 1851 fertiggestellte Brücke 1853 vom Kanton übernommen.
Die Bern-Zollikofen-Bahn und später die Solothurn-Zollikofen-Bern-Bahn benutzten zwischen 1909 und 1969 auch diese Brücke.
Im Sommer 2008 wurde die Brücke saniert.

## Eisenbahnbrücke
Die Züge des heutigen Regionalverkehrs Bern-Solothurn, kurz RBS, benutzen seit dem 20. November 1965 die unmittelbar neben der Strassenbrücke erstellte doppelspurige Eisenbahnbrücke mit Fussweg und erreichen auf diesem Weg den im Untergrund des Bahnhofs Bern liegenden RBS-Bahnhof. Die Brücke hat die bahnamtliche Bezeichnung Aare Worblaufen. Im Volksmund tragen aber beide Brücken den Namen Tiefenaubrücke.
Mit dem Bau der Eisenbahnbrücke als Spannbetonbogen-Brücke wurde 1965 begonnen. Deren Bogen hat eine Spannweite von 97 Metern, während der Trog mit den Schienen 200 Meter lang ist.
Mit über 550 Zugsfahrten und bis zu 60‘000 Fahrgästen täglich ist die Brücke eine der meistfrequentierten Bahnbrücken der Schweiz. Zwischen Sommer 2017 und Herbst 2018 wurden umfangreiche Sanierungsarbeiten durchgeführt.